# 傑克·哈珀
傑克·哈珀（英語：Jack Harper，1996年2月28日—）是一位蘇格蘭足球運動員。在場上的位置是前鋒。曾效力布萊頓。他出生在西班牙，父母都是蘇格蘭人。他的兄弟瑞安·哈珀和麥克·哈珀也是足球運動員。